# Adrienne Marie Louise Grandpierre-Deverzy
Adrienne Marie Louise Grandpierre-Deverzy (Tonnerre, Yonne, 1798 - París, 1869) fue una pintora francesa, alumna del pintor Abel de Pujol (1787-1861), que había estudiado con Jacques-Louis David. En 1856 se casó con Abel de Pujol, convirtiéndose en su segunda esposa cuando él tenía 71 años y ella 58. Conocida por sus pinturas de interiores e historicistas enmarcadas en el estilo trovador, también enseñó a las alumnas del estudio de Pujol y fue considerada una profesora comprometida. 

## Trayectoria
Grandpierre-Deverzy expuso bajo su apellido de soltera hasta su boda con Abel de Pujol, cuando empezó a firmar como Adrienne de Pujol.
Debutó en el Salón de París de 1822 con el cuadro El estudio de Abel de Pujol; esta obra fue una de las varias imágenes del estudio de Pujol que produjo a lo largo de su carrera. Inspirada por su trabajo de profesora en el estudio de Pujol, este cuadro muestra a Pujol hablando de un lienzo mientras un grupo de jóvenes estudiantes de arte lo rodean, otros trabajan en sus cuadros, seleccionan pinturas y sueñan despiertos por la ventana. "Abundan las claves didácticas apropiadas a este género, entre las que se incluyen la modelo femenina vestida y sentada en la esquina al fondo a la izquierda, copias de tres pinturas religiosas identificables de Pujol, que se especializó en ese género, y un estante de moldes de yeso con un torso desnudo masculino girado decorosamente, si bien juguetón, hacia la pared."
En 1836 pintó otra vista del Estudio de Abel de Pujol. Aquí el rostro de Pujol está oculto por un gran lienzo mientras pinta a una modelo semidesnuda, alejada del público y de la propia artista. Este gesto de modestia, así como la escultura masculina desnuda en el fondo, cuyo brazo oscurece sus genitales, son ejemplos de las limitaciones impuestas a las mujeres artistas debido a las costumbres sociales y los condicionamientos morales del siglo XIX.
Relacionada con el estilo trovador, Grandpierre-Deverzy es conocida por sus pinturas narrativas que representan temas extraídos de la historia y la literatura europea moderna.  También pintó interiores y temas literarios, incluyendo un cuadro basado en Quentin Durward de Walter Scott. Otra escena histórica y literaria es la obra Cristina de Suecia ordena matar a Giovanni Monaldeschi, expuesta en el Chateau de Fontainebleau, y una escena de la novela del siglo XVIII Las aventuras de Gil Blas odeSantillana.
Su trabajo se exhibió con frecuencia en los salones de París entre 1822 y 1855 e incluyó temas históricos, retratos y pinturas de género. Recibió una medalla de plata de la Societé des amis des arts de Cambrai en 1828.

## Posteridad
Su nombre aparece en el Diccionario Universal de Pierre Larousse en 1875.
Su obra fue redescubierta a partir de 1976 con motivo de la exposición universal «Women Artists: 1550–1950», que se celebró en Estados Unidos presentando los trabajos de 83 artistas femeninas europeas y americanas durante cuatro siglos.
Su obra Retrato de mujer con vestido blanco fue subastada en 2018.

## Galería

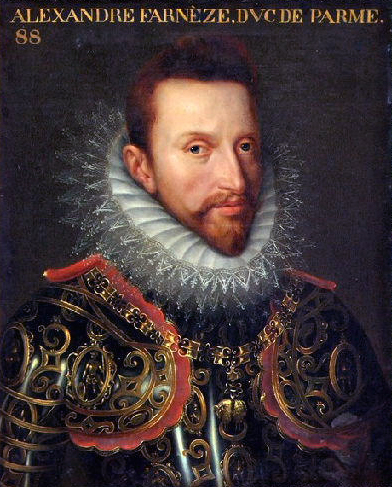
Alexandre Farnèse, duc de Parme (Alejandro Farnesio, Duque de Parma) por Adrienne Marie Louise Grandpierre-Deverzy
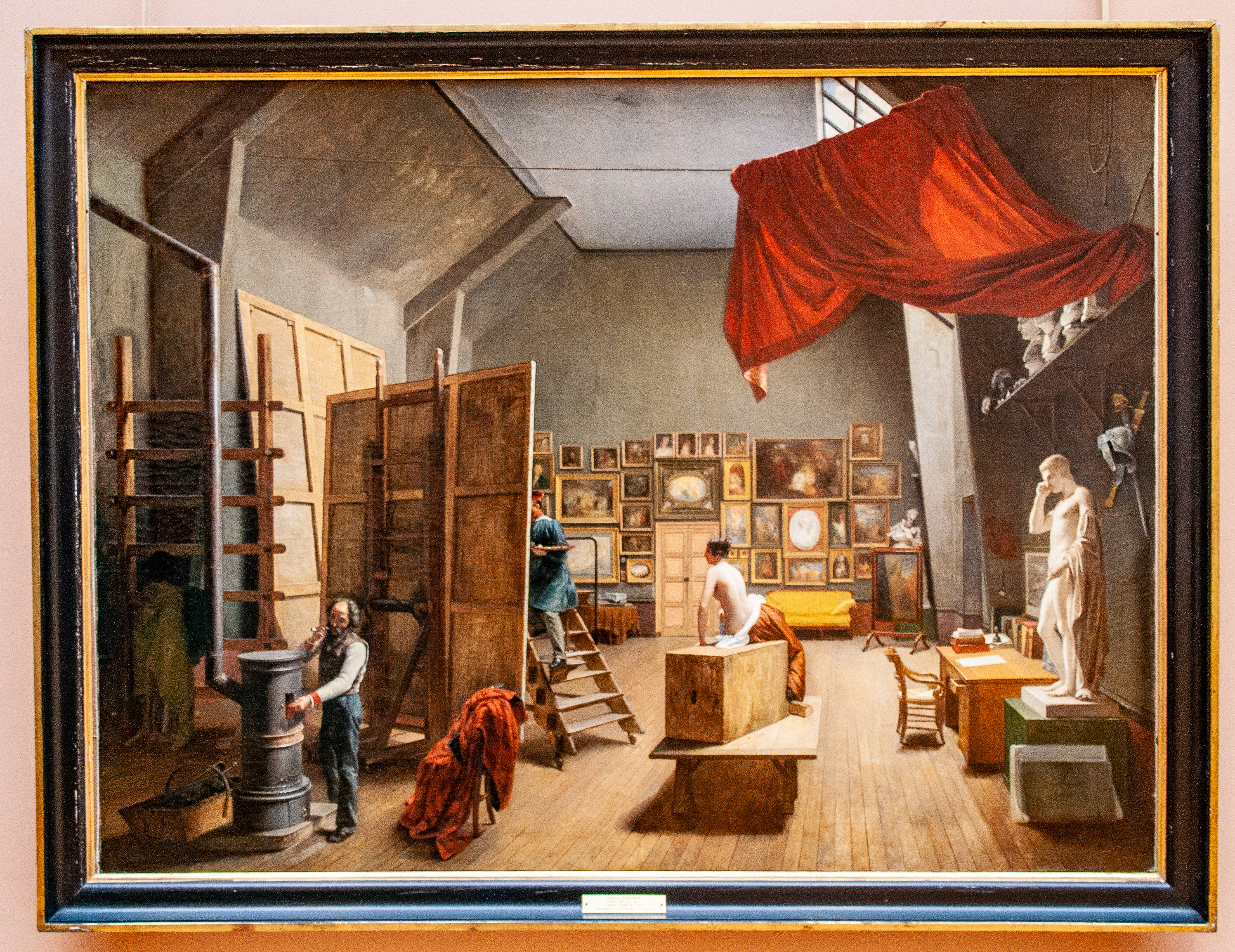
Estudio del pintor Abel de Pujol por Adrienne Marie Louise Grandpierre-Deverzy